# Grupo Indukern
El Grupo Indukern es un grupo multinacional de capital familiar con sede en Barcelona, España. Su actividad se centra en One Health a través de sus dos empresas principales: Kern Pharma y Calier. En 2021 tuvo unos ingresos de 364 millones de euros y disponía de 1273 empleados.

## Empresas del grupo
- Laboratorios Calier S.A. Fundada en 1968 y con sede en Las Franquesas del Vallès (Cataluña), se dedica a la industria veterinaria. Actualmente cuenta con las siguientes líneas de negocio: avicultura, apicultura, ganadería y animales de compañía.
- Kern Pharma S.L. Creada en 1999 después de la adquisición de la planta farmacéutica del Grupo Roche en Tarrasa. Su actividad se centra en la industria farmacéutica de medicamentos genéricos. Además, también comercializa productos de autocuidado, biosimilares, productos para la salud y nutrición deportiva con la marca Finisher, y productos para la salud de la mujer bajo la marca Gynea.